# Colectivo Comunista de Cataluña
El Colectivo Comunista de Cataluña (en catalán: Col·lectiu Comunista de Catalunya, abreviado CCC) fue una organización política de Cataluña. Se formó en 1977 como una escisión de la Organización Comunista de España (Bandera Roja), OCE (BR). Los líderes de CCC incluyeron a Joan Oms, Antoni Montserrat, Maria Olivares y Consol Casals. El partido publicó Quaderns de Debat.
El partido participó en el Bloc d'Esquerra d'Alliberament Nacional (BEAN) y en la fundación de Nacionalistes d'Esquerra (NE) en 1979.

## Elecciones
El grupo disputó las elecciones municipales de 1979 con la candidatura Comunistes de Catalunya ('Comunistas de Cataluña'), dicha candidatura fue formada por miembros y exmiembros de la Organización Comunista de España (Bandera Roja), miembros del Partit del Treball de Catalunya y varios Comunistas Independientes.
Obtuvieron 14.529 votos (0,55% de los votos en Cataluña) pero sin concejales. La mayoría de los votos procedieron de la provincia de Barcelona, donde el grupo obtuvo 13.145 votos (0,64%).  En las elecciones municipales del Ayuntamiento de Barcelona la candidatura obtuvo 6.148 votos (0,77%).  En Badalona el grupo obtuvo 1.557 votos (1,82%).  En la provincia de Gerona el grupo sólo se presentó a las elecciones municipales de Gerona, donde obtuvo 1.384 votos (3,78%).  Con el 0,09% de los votos españoles, Comunistes de Catalunya fue el partido más votado que no logró ganar ni un solo concejal.
| Elecciones                     | Votos  | %    | Concejales |
| ------------------------------ | ------ | ---- | ---------- |
| Elecciones municipales de 1979 | 14 529 | 0,09 | 0          |